# 林克塞蒂希根斯巴赫河
48°56′50″N 10°40′22″E / 48.94730°N 10.67287°E
林克塞蒂希根斯巴赫河（德語：Linksseitiger Gänsbach），是德國的河流，位於該國東南部，由巴伐利亞負責管轄，屬於沃爾尼茨河的支流，河道全長5.1公里，流域面積19.2平方公里。